# Felisa Miceli

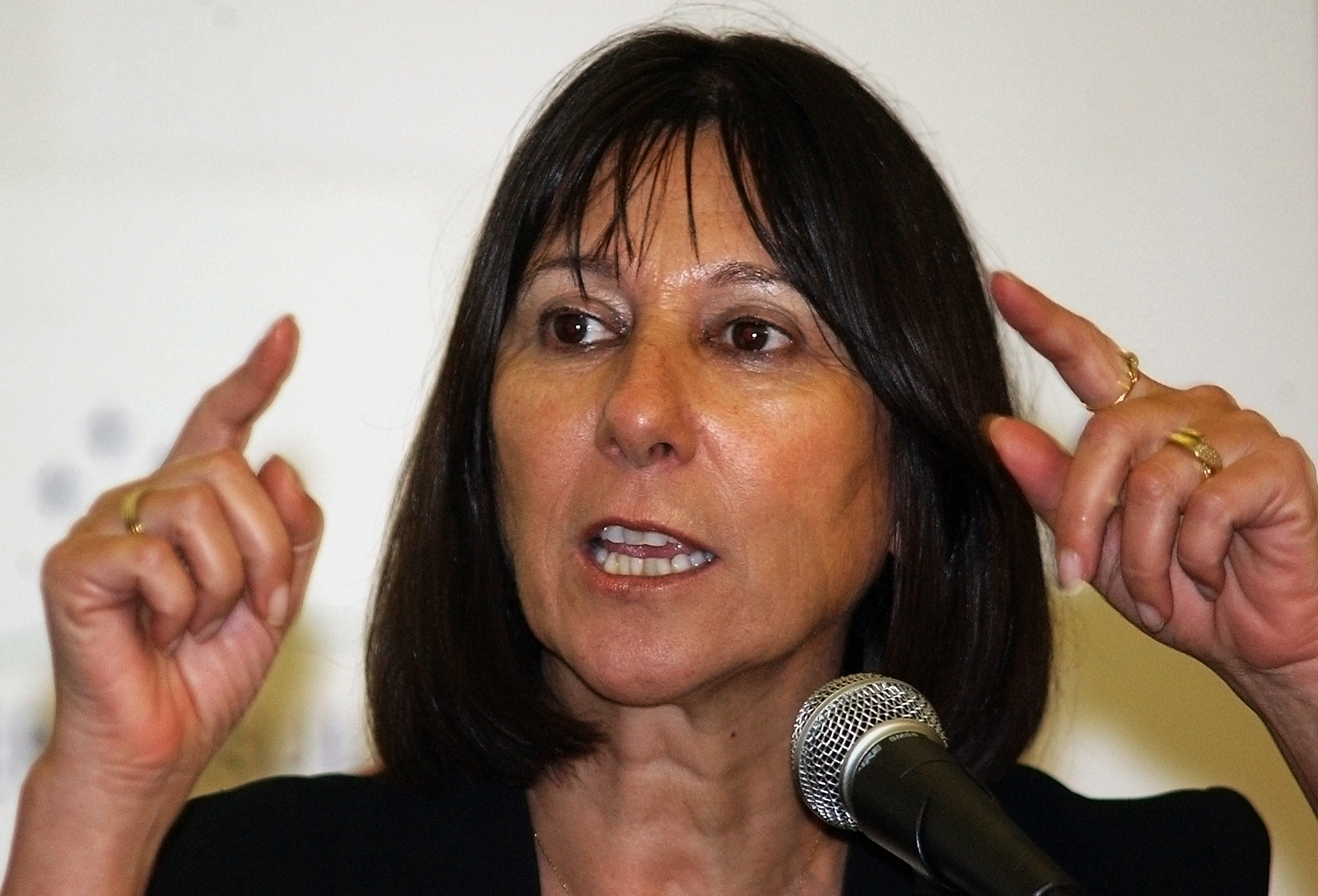
Felisa Miceli (Dezember 2006)

Felisa Josefina Miceli (* 26. September 1952 in Luján, Provinz Buenos Aires) ist eine argentinische Bankmanagerin und Politikerin.

## Biografie
Nach dem Schulbesuch studierte sie bei Professor Roberto Lavagna Wirtschaftswissenschaften an der Universidad de Buenos Aires. Während der Herrschaft der Militärdiktatur von 1976 bis 1981 unter General Jorge Rafael Videla war sie Direktorin für das Budget der Provinzen Argentiniens im Amt des Wirtschaftsministers José Alfredo Martínez de Hoz.
Als Aktivistin der politischen Linken war sie in den 1980er-Jahren zeitweise Mitglied der Partido de la Liberación (PL). Zwischen 1983 und 1987 war sie dann Mitglied des Direktoriums der Banco de la Provincia de Buenos Aires (BPBA). Anfang der 1990er-Jahre wurde sie Beraterin von Roberto Lavagna, der zu diesem Zeitpunkt Direktor von ECOLATINA war. Im Mai 2002 ernannte sie der kurz zuvor ernannte Wirtschaftsminister Lavagna zur Vertreterin des Wirtschaftsministeriums bei der Zentralbank (Banco Central). 
Miceli war danach von 2003 bis 2005 Präsidentin der staatlichen Banco de la Nación Argentina, der größten Bank des Landes.
Am 25. November 2005 wurde sie von Präsident Néstor Kirchner als Nachfolgerin ihres ehemaligen Hochschullehrers Roberto Lavagna zur Wirtschaftsministerin in dessen Regierung ernannt. Im April 2007 veranlasste sie wegen der Interventions-Affäre die Entlassung des Leiters des Instituts für Statistik und Volkszählung (Instituto Nacional de Estadística y Censos, INDEC). Wenig später trat sie jedoch am 16. Juli 2007 selbst als Ministerin zurück, nachdem Ermittlungsbehörden in ihren Büroräumen Bargeld in Höhe von 60.000 US-Dollar fanden. In einer Presseerklärung gab sie an, dass es sich dabei um ein Darlehen ihres Bruders für einen privaten Immobilienkauf handelte. Nachfolger als Minister wurde Miguel Gustavo Peirano. Ein Gericht in Buenos Aires verurteilte Felisa Miceli im Dezember 2012 zu einer Gefängnisstrafe von vier Jahren. Die Verurteilung erfolgte im Zusammenhang mit dem Verschwinden der Polizeiakte über den Geldfund im Jahre 2007 wegen Verdunkelung in einem besonders schweren Fall.